# Los Encinos, Chiapas
Los Encinos är en ort i Mexiko.   Den ligger i kommunen Tuxtla Chico och delstaten Chiapas, i den sydöstra delen av landet, 900 km sydost om huvudstaden Mexico City. Los Encinos ligger 149 meter över havet och antalet invånare är 681.
Terrängen runt Los Encinos är huvudsakligen platt, men norrut är den kuperad. Runt Los Encinos är det tätbefolkat, med 442 invånare per kvadratkilometer. Närmaste större samhälle är Tapachula, 3,1 km nordväst om Los Encinos. Omgivningarna runt Los Encinos är en mosaik av jordbruksmark och naturlig växtlighet.